# Maçã com sabor de gasolina

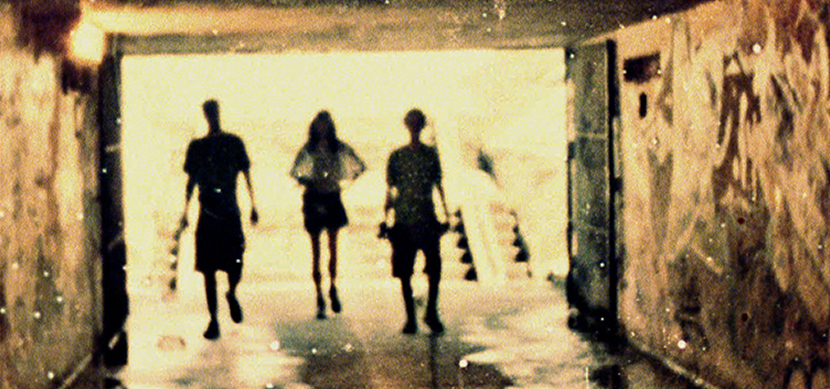
Raul Zito, Magrela e Carango Sá em Maçã com sabor de gasolina de Cristiana Miranda.

Maçã com sabor de gasolina  é um curta-metragem dirigido por Cristiana Miranda em 2012. os poemas foram narrados por Ezra Pound e Felipe Cataldo. 

## Festivais
O filme participou dos festivais: Zeichen der Nacht / Signes de Nuit (Alemanha / França), Curta Cinema - Festival Internacional de Curtas do Rio de Janeiro , Mostra do Filme Livre , Cineclube Mate com Angu e Mostra Internacional Stranglescope no MIS-SC .